# Rules
Rules er en restaurant i Maiden Lane i Covent Garden, der kalder sig Londons ældste restaurant.

## Historie
Rules blev åbnet af Thomas Rule i 1798 primært som østersbar, men han serverede også traditionel britisk mad, som restauranten fortsat gør. Rules har specialiseret sig i vildt og ejer vidtstrakte jagtmarker og Lartington Estate i Teesdale.
John Betjeman klagede i 1971 til Greater London Council, hvor restauranten var truet af nedrivning.
Restauranten forblev i Rule-familien til Første verdenskrig, hvor Charles Rule byttede virksomhed med Thomas Bell. Bells datter solgte restauranten til den nuværende ejer John Mayhew i 1984.

## Indretning
Der serveres mad i restauranten i stueetagen, og der er cocktailbar på 1. sal.
Der er gjort meget for at bevare den oprindelige indretning. Både træpaneler og møblementet. Væggene er rigt dekoreret med tegninger, oliemalerier og billeder, der er samlet gennem virksomhedens historie. En række kunstværker viser teaterhistorie.
I underetagen hænger en liste med navnene på alle restaurantens ejere.

## I populærkulturen
Blandt de berømte gæster, som har frekventeret restauranten, er Henry Irving og Laurence Olivier.
Restauranten er nævnt i romaner af Graham Greene, Dick Francis, Dorothy L. Sayers og Evelyn Waugh.
I 1997 var køkkenchefen Rory Kennedy med i madlavningsserien Iron Chef, hvor han udfordrede Iron Chef French, Hiroyuki Sakai. Det endte med uafgjort i europæisk kanin. For at finde en vinder fik de begge fik en due at tilberede. Her vandt Sakai. Samme år faldt Kennedy ned ad en trappe og døde af sine skader.
Rules er brugt som kulisse i James Bond-filmen Spectre (2015) og adskillige afsnit af dramaserien Downton Abbey (2010-2015).